# Burg Königsbühl
Die Burg Königsbühl ist eine abgegangene Hangburg in einem Wald 1500 Meter östlich der Stadt Lauchheim im Ostalbkreis in Baden-Württemberg auf einer nach Westen vorspringenden Bergzunge.

## Geschichte
Die im Mittelalter schon als Ruine erwähnte Burg diente zusammen mit der benachbarten Burg Gromberg zur Sicherung der uralten Handelsstraße vom Remstal ins Nördlinger Ries, heute Bundesstraße 29.
1394 wird noch eine Hofstatt zu Königsbühl erwähnt, die den Herren von Gromberg gehörte und an den Deutschen Orden verkauft wurde.
Von der Burg sind nur noch Reste der Erdwerke vorhanden.